# E. Ruth Anderson
Elsie Ruth Anderson (23 de junio de 1907 Rhode Island – 24 de noviembre de 1989, Boston, Massachusetts) fue una meteoróloga estadounidense y editora.  Anderson asistió a la Inglaterra Nueva Conservatory de Música de 1924 a 1931, 1934, y 1940 a 1941. Obtuvo un diploma de la Inglaterra Nueva Conservatory en "Curso Orquestal en Violín" en junio de 1931.
En la Segunda Guerra Mundial, se unió a WAVES y entrenó en la Escuela Naval de Aerógrafos. Así, trabajó para la Sociedad Meteorológica americana por 20 años.